# Марк Валерій Марціал
Марк Вале́рій Марціа́л (лат. Marcus Valerius Martialis; близько 40 р. — 105 н. е., Більбіліс у тодішній іспанській провінції Тарракона) — один із найоригінальніших римських поетів, неперевершений майстер особливого жанру епіграм — ксеній.

## Біографічні відомості
Народився 1 березня наприкінці 30-х років I ст. н. е. (різні історики надають рік народження Марціала як 38, 39, або 40 н. е.) у поселенні міського типу Більбіліс, у Тарраконській Испанії. У XXI столітті руїни Більбілісу відомі як археологічний об'єкт державного значення «Римське поселення Більбіліс» (ісп. Bilbilis pueblo romano) поблизу міста Калатаюд, провінція Арагон, Іспанія).
Здобув звичайну для тих часів освіту й у 20-річному віці переїхав до Риму. Відмовився від запропонованої йому адвокатури, а щоб мати гроші на життя, вирішив приєднатися до численної вже когорти клієнтів, тобто тих, хто годувався щоденними подачками покровителів-патронів. Як правило, їх цікавила не сама література, а лише похвальні вірші, що складалися на їхню честь клієнтами-поетами, які за це отримували гроші або корзинки з наїдками. Часто патрони виявлялися скнарами, до того ж дехто з них займався примітивним віршуванням і на поетичні вітання відповідав своїми творіннями. Згодом до влади прийшли нові імператори з династії Антонінів, які, як і попередні не славились щедрістю. Почалося життя, сповнене принижень, лицемірства й розчарувань. Марціал повною мірою усвідомлював своє принизливе становище, але відмовитись від нього вже не міг. Через певний час земляки Марціала — вчений Квінтіліан, відомий поет Сенека, батько поета Лукана, Анней Меллу та ін.— допомогли йому влаштуватися у Римі й познайомитися з впливовими аристократичними родинами, серед членів який були консули, й імператори.
Починаючи із 80-го р.н. е., видавши у світ першу збірку епіграм на відкриття Колізея із присвятою імператорові, Марціал стає у Римі відомим і починає отримувати соціальний статус завдяки декламації та письмовому розповсюдженню світ своїх дотепних, а інколи порнографічних епіграм.
Загалом Марціалові належать понад 1500 епіграм, написаних різними розмірами — елегійним двовіршем, ямбом, урізаним ямбом тощо — і вміщеними у 15 книг.
Першою книгою епіграм, що зробила Марціала відомим, вважають збірку «Про видовища» (лат. "De Spectaculis"), присвячену дню відкриття амфітеатру Флавіїв у Римі (80р.). Вона складалася з відверто підлабузницьких посвячень імператору Тіту Флавію та епіграм про бої гладіаторів і цькування хижаків.
Згодом були написані ще 2 книги. «Частування» (лат. "Xenia") — коротенькі написи до подарунків гостям, що складалися переважно з живності й розсилалися гостям на свято Сатурналій. «Гостинці» (лат. "Apophoreta") становлять також невеличкі написи до багатих і дешевих подарунків — предметів домашнього вжитку, що їх отримували гості після обіду. Ці дві книги за традицією розміщують у сучасних виданнях творів Марціала наприкінці зібрання «Книжки Епіграм Марціала». У деяких виданнях вони означені як Книга XIII та Книга XIV. Збірку (або точніше Книгу) «Про видовища» за традицією розміщують напочатку зібрання, і вона не має номера.
Починаючи з 86 року Марціал публікує щорічно нову збірку дотепних епіграм, які виходять у світ під назвами «Книга епіграм I», «Книга епіграм II» (лат. Epigrammaton Liber I, Epigrammaton Liber II) і так включно до Книги XI.
Після приходу до влади Нерви і Траяна, Марціал не витримав лихої долі і повернувся до Іспанії, де й прожив останні роки свого життя. У цьому добровільному вигнанні їм була написана остання за часом, Дванадцята Книга епіграм (лат. Epigrammaton Liber XII), яка була відправлена до Риму і видана там у світ.
Пліній Молодший написав про його смерть:
|  | Він був талановитою людиною, гострий, їдкий; у його віршах було багато солі та жовчі, але не менше щирості. |

## Творчість
Як вже визначено, спадщину Марціала складають 15 книг епіграм на найрізноманітніші теми, взяті поетом з навколишнього життя.
Марціал не визнавав творів, що мали своєю основою міфи або якісь історичні події минулого, вважаючи їх нежиттєвими, непотрібними сучасникові, зануреному в повсякденні справи: «Ось ти читаєш про Лая й слабого на очі Фієста, Скіллу, Медею, — хіба це не потвори самі?…
Що тебе ваблять нікчемні злощасної хартії грашки?
Ось почитай-но, про що скаже життя: „Це моє!“
Вже не спіткаєш кентаврів отут, ні горгон або гарпій: Тхне бо людиною скрізь кожна сторінка у нас.»
(Переклад В. Державина. Х,4)
Поет поставив за мету розповідати про дрібні, але правдиві історії.
Спостережливий і проникливий, він умів спостерігати цікаві нюанси і побутовий дріб'язок, з яких складалися живі картини. Значне місце в епіграмах належить темам кохання, шлюбу й розпусти. Марціал описує також соціальну нерівність у римському суспільстві, зокрема він неодноразово показує страшне становище рабів, але ніколи не критикував впливових осіб, знаходив для них лише улесливі вирази. Його охоче читали сучасники й нащадки, його наслідували сатиричні поети Середньовіччя і Відродження, у XVII — XVIII ст. особливої популярності він набув у Німеччині.

## Переклади українською
- Антична література: Хрестоматія. Упорядник О. І. Білецький. К.: Радянська школа, 1968 (2-ге видання). 612 с. С.: 543—550.
- Давня римська поезія в українських перекладах і переспівах. Л.: Світ, 2000. 328 с. — С.: 238—249.
- Марк Валерій Марціал. Епіграми. Переклад з латини Ващишин Назар, Андрій Содомора та ін. — Львів: видавництво «Апріорі», 2020. — 152 с. ISBN 978-617-629-500-6